# 弗朗兹·克萨韦尔·苏斯迈尔
弗朗兹·克萨韦尔·苏斯迈尔（德語：Franz Xaver Süßmayr，1766年7月22日—1803年9月17日），奥地利作曲家，莫扎特的学生，曾協助其抄寫樂譜。他因为续写了莫扎特的《安魂曲》而聞名於後世。

## 外部連結
- 弗朗兹·克萨韦尔·苏斯迈尔的免费乐谱，由国际乐谱典藏计划提供